# Mjuk infrastruktur
Mjuk infrastruktur är mjukvara och datasystem som är delar av en infrastruktur. Det avser de programvaror, funktioner och databaser som tillsammans med hårdvaruinfrastrukturen bildar den hela infrastrukturen. Mjuk infrastruktur är även byggd för att återanvändas av flera parter, antingen i samma nätverk eller i två separata med samma struktur.